# Оде, Айман

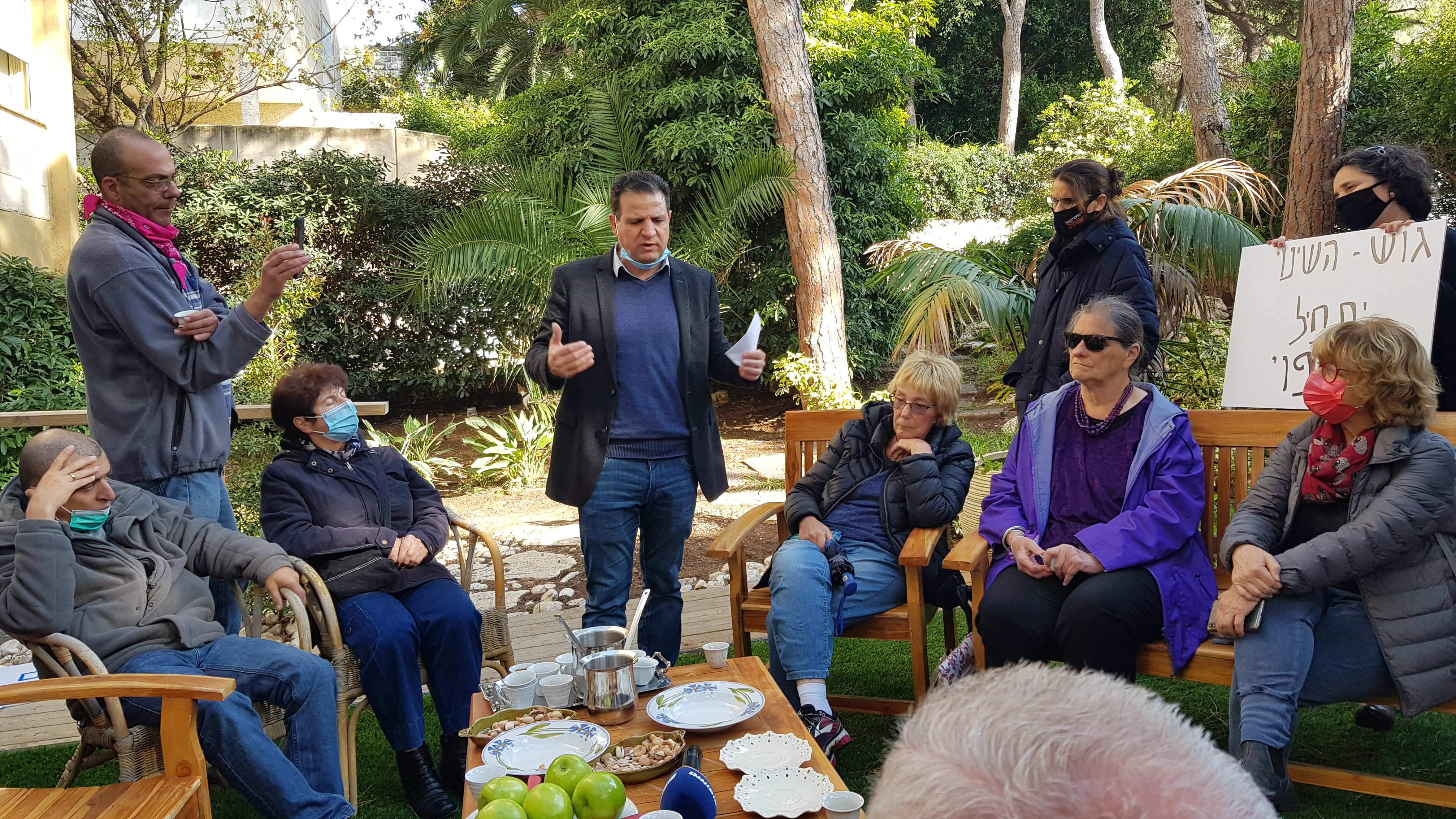
Встреча демонстрантов с Айманом Оде у его дома в Хайфе

А́йман О́де (араб. أيمن عودة‎, ивр. איימן עודה‎) — израильский юрист и левый политический деятель. Является лидером коммунистической партии Хадаш и главой Общего списка (Хадаш + Тааль + Балад).

## Биография
Айман Оде родился в Хайфе в 1975 году. Был единственным учеником-мусульманином в христианской школе. Сегодня он называет себя атеистом и социалистом. Женат на Ардине Асели (врач по профессии). Имеет трех детей.

## Политическая карьера
Оде вступил в партию «Хадаш» и представлял её в Хайфской мэрии в период между 1998 и 2005. В 2006 г. он стал генеральным секретарем партии. На выборах в кнессет 2009 года, на которых «Хадаш» получил 4 мандата, он был помещён на 75 место в списке партии. На выборах 2013 года занимал шестое место в списке партии, но «Хадаш» опять получила четыре мандата, и Оде вновь не прошёл в кнессет.
После того, как Мухаммед Бараке подал в отставку перед выборами 2015 года, Оде был избран главой партии.
Перед выборами «Хадаш» присоединился к альянсу 4 арабских партий, и Оде стал главой списка, который получил на выборах 14 мандатов. Аналитики предсказывали, что харизматичность Оде придаст арабскому списку умеренное и прагматичное лицо.
В ноябре 2019 года американский журнал Time опубликовал список Time 100 NEXT Архивная копия от 13 апреля 2020 на Wayback Machine, в который вошли восходящие звёзды, среди которых в категории политиков публикуемого впервые списка вошёл 44-летний Айман Оде.
«Как правило, нееврейскому политику сложно добиться прорыва в израильской политике. Израильские арабы, составляющие 20 % населения страны, в Кнессете обычно задвигаются в угол. Из всех израильских арабских парламентариев Айман Оде является наиболее выдающимся. В борьбе за лидерство в еврейском государстве, ведущейся между правыми и центристскими фракциями, Оде стал не только потенциальным „делателем королей“, но и свежим голосом в поддержку равенства и вовлечения», — говорилось в тексте номинации, подготовленном бывшим главой иерусалимского бюро Time Карлом Виком.

## Политические взгляды
Оде говорит, что его служба в городском совете Хайфы дала понять ему, что арабы и евреи должны работать вместе. Он характеризует Хайфу как «самый либеральный, мультикультурный, но в то же время самый однородный город в Израиле».
Считает себя сторонником социализма, интернационализма и демократии.

## Скандалы
В ноябре 2024 года Айман Оде был исключен из кнессета после того, как обвинил премьер-министра Нетаньяху в том, что он «серийный убийца мира». Во время выступления он, обращаясь к Биньямину Нетаньяху рассказал историю о Мухаммаде Абу Аль-Кумсане из Газы, чья квартира была разрушена израильским авиаударом, когда он получал свидетельства о рождении своих новорождённых близнецов, в результате чего были убиты оба младенца и их мать. «Ваша система убила 17 385 младенцев в Газе <...>. Их кровь будет преследовать вас <...>. Биньямин Нетаньяху, о чём вы думаете? Серийный убийца всего мира», — сказал Оде, прежде чем его насильно увели с трибуны.